# Tropidion erythrurum
Tropidion erythrurum là một loài bọ cánh cứng trong họ Cerambycidae.